# Kalamb
Kalamb es una ciudad y  municipio situada en el distrito de Osmanabad en el estado de Maharashtra (India). Su población es de 25713 habitantes (2011). Se encuentra a orillas del río Manjara, a 48 km de Osmanabad.

## Demografía
Según el censo de 2011 la población de Kalamb era de 25713 habitantes, de los cuales 13524 eran hombres y 12189 eran mujeres. Kalamb tiene una tasa media de alfabetización del 85,83%, superior a la media estatal del 82,34%: la alfabetización masculina es del 91,83%, y la alfabetización femenina del 78,65%.